# Jan IV van Harcourt
Jan IV van Harcourt (overleden te Crécy op 26 augustus 1346) was van 1329 tot 1338 heer en van 1338 tot aan zijn dood graaf van Harcourt en van 1329 tot aan zijn dood baron van Elbeuf. Hij behoorde tot het huis Harcourt.

## Levensloop
Jan IV was de oudste zoon van heer Jan III van Harcourt en diens echtgenote Alix van Brabant, vrouwe van Aarschot. Na de dood van zijn moeder in 1315 werd hij heer van Aarschot en na de dood van zijn vader in 1329 werd hij heer van Harcourt en baron van Elbeuf.
In 1328 woonde hij de kroning van koning Filips VI van Frankrijk bij in Reims. Hetzelfde jaar vocht hij aan de zijde van Filips in de Slag bij Kassel, waarbij de opstandelingen in het graafschap Vlaanderen verslagen werden. In 1331-1332 maakte hij deel uit van de Franse delegatie die in Londen onderhandelde over de huldiging van Eduard III van Engeland als hertog van Guyenne aan Filips VI.
Als verdienste voor zijn steun aan de Franse koning werd de heerlijkheid Harcourt in 1338 verheven tot graafschap. Tijdens de Honderdjarige Oorlog nam hij in 1339 samen met zijn zoon Jan V deel aan de militaire campagne in Amiens en werd hij in 1345 tot kapitein van Rouen benoemd. Ook vocht hij in 1346 mee in de Slag bij Crécy, waarbij de Fransen door de Engelsen verslagen werden. Jan IV sneuvelde, terwijl zijn zoon Jan V bij deze veldslag zwaargewond raakte.
Jan IV van Harcourt werd bijgezet in de kerk van Montreuil-Bellay.

## Huwelijk en nakomelingen
Op 22 juni 1315 huwde hij met Isabella van Parthenay (overleden in 1357), vrouwe van Vibraye. Ze kregen vijf kinderen:
- Jan V (1320-1356), graaf van Harcourt en Aumale en baron van Elbeuf
- Lodewijk (overleden in 1388), heer van Aarschot en burggraaf van Châtellerault
- Willem (overleden in 1400), heer van La Ferté-Imbault
- Alix, huwde met Aubert de Hangest, baron van Pont-Saint-Pierre
- Johanna